# Tình thắm duyên xuân
Tình thắm duyên xuân là một bộ phim truyền hình được thực hiện bởi Công ty MIA do Nguyễn Phương Điền làm đạo diễn. Phim phát sóng vào lúc 20h00 từ thứ 2 đến thứ 7 hàng tuần bắt đầu từ ngày 29 tháng 1 năm 2022 và kết thúc vào ngày 10 tháng 2 năm 2022 trên kênh THVL1.

## Nội dung
Tình thắm duyên xuân xoay quanh Ngọc Lan (Ngọc Thảo) và Thanh Phong (Văn Anh) vì một chút hiểu lầm đã trở thành đôi oan gia. Trong một chuyến ghé thăm cô Bảy Nhị (Việt Hương), Ngọc Lan đã gặp lại Thanh Phong. Cô Bảy Nhị làm thuê tại lò bánh tráng của ông Hai Tráng (Tấn Beo) nổi tiếng ở Thốt Nốt, Cần Thơ. Thanh Phong chính là con trai duy nhất của ông Hai Tráng. Tranh thủ những ngày nghỉ học, Ngọc Lan đã ở lại phụ giúp cô Bảy Nhị và gia đình ông Hai Tráng cho kịp đơn hàng Tết. Cũng từ đây những rắc rối mới nảy sinh giữa cô và Thanh Phong.

## Diễn viên
- Việt Hương trong vai Bảy Nhị[4][5][6]
- Tấn Beo trong vai Hai Tráng[7][8]
- Cát Tường trong vai Ba Sen
- Ngọc Thảo trong vai Ngọc Lan
- Lê Văn Anh trong vai Thanh Phong
- Hiếu Hiền trong vai Hai Sửu
- Phương Bình trong vai Tư Đa
- Hoàng Trinh trong vai Vợ Tư Đa
- Vũ Ngọc Ánh trong vai Anna Tiểu Phụng
- Huỳnh Quý trong vai Trọng Tuấn
- Thành Khôn trong vai Hoài Nam

Cùng một số diễn viên khác....

## Thay đổi khung giờ phát sóng
- Ngày 31/01/2022, do trùng với lịch phát sóng các chương trình do dịp Tết Nguyên Đán, tập 2 của phim bị lùi phát sóng vào ngày 1 tháng 2.